# Katsuya Okada

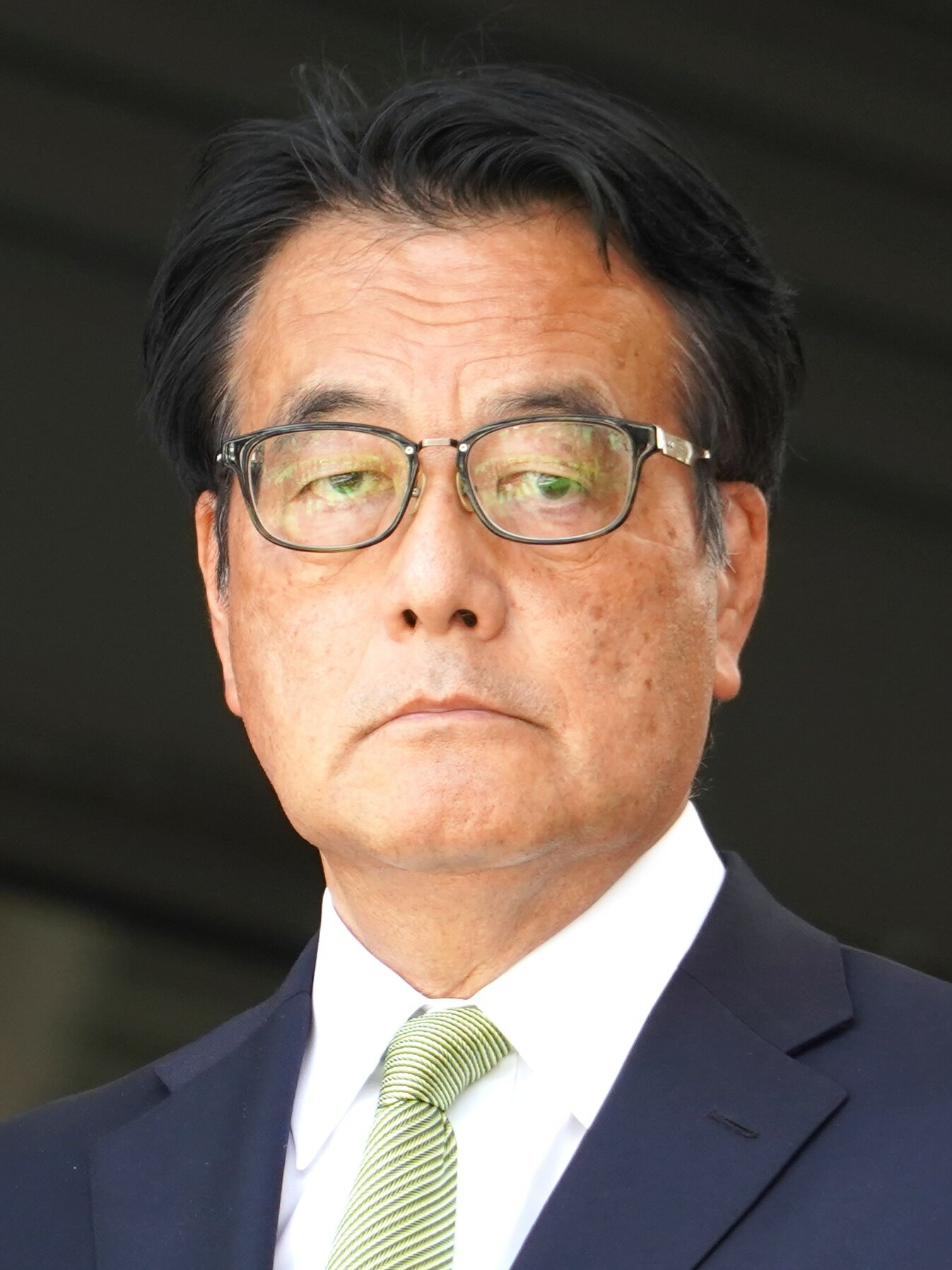
Katsuya Okada (2023)

Katsuya Okada (jap. 岡田 克也 Okada Katsuya; * 14. Juli 1953 in Yokkaichi, Präfektur Mie) ist ein japanischer Politiker (LDP→Erneuerungspartei→Stimme des Volkes→Minseitō→DP→DFP→parteilos→KDP; lokal zum Mie minshu rengō) und Abgeordneter im Shūgiin, dem Unterhaus des nationalen Parlaments, für den 3. Wahlkreis Mie. Von 2004 bis 2005 und ab 2015 war er Vorsitzender der Demokratischen Partei, anschließend bis September 2016 Vorsitzender der nachfolgenden Demokratischen Fortschrittspartei. In den Kabinetten Hatoyama, Kan und Noda war er von 2009 bis 2010 und 2012 Minister, unter anderem als Außen- und Vizepremierminister.

## Leben

### Werdegang
Okada studierte Rechtswissenschaft an der Universität Tokio. Nach seinem Abschluss wurde er Beamter im MITI. 1985 absolvierte er ein Graduiertenstudium an der Universität Harvard. Mit 36 Jahren wurde er bei der Shūgiin-Wahl 1990 für die Liberaldemokratische Partei (LDP) erstmals ins Parlament gewählt. Innerparteilich schloss er sich zunächst der Takeshita-Faktion an, folgte aber im Streit um die Reform des politischen Systems Tsutomu Hata und Ichirō Ozawa zunächst in das „Reform Forum 21“, dann 1993 aus der skandalgeschüttelten LDP in die Erneuerungspartei. Nach dem Zusammenbruch der Anti-LDP-Koalition 1994 gehörte Okada zur Neuen Fortschrittspartei von Toshiki Kaifu und Ichirō Ozawa, dann zur Minseitō von Tsutomu Hata und schließlich ab 1998 zur Demokratischen Partei.

### Opposition
Im Jahr 2000 rückte Okada als Vorsitzender des politischen Forschungsausschusses (seisaku chōsakai) in den engeren Kreis der DPJ-Parteiführung auf. 2002 unterlag er Naoto Kan bei den Wahlen zum Parteivorsitz, erhielt aber anschließend die Position des Generalsekretärs. Als 2004 ein Skandal um versäumte Einzahlungen in das staatliche Rentensystem zum Rücktritt des Parteivorsitzenden Kan und dem Rückzug des „geschäftsführenden Vorsitzenden“ (daihyō daikō) Ozawa führte, wurde Okada im Mai 2004 ohne Gegenkandidat zum Nachfolger Kans gewählt. Seine erste große Aufgabe war es, die Partei in die Sangiin-Wahl am 11. Juli 2004 zu führen. Der politische Gegner, die LDP wurde zwar vom populären Premierminister Jun’ichirō Koizumi geführt, war aber ebenfalls stark von dem Rentenskandal betroffen – Chefkabinettssekretär Yasuo Fukuda war sogar zurückgetreten. Okadas DPJ fokussierte ihren Wahlkampf auf das Rentensystem und den unpopulären Irakeinsatz der Selbstverteidigungsstreitkräfte, konnte den höchsten Stimmenanteil erzielen und 12 Mandate hinzugewinnen. Im Vorfeld der vorgezogenen Neuwahlen 2005 zum Shūgiin galt Okada anfangs als Favorit, Koizumi abzulösen, da die LDP im Streit über die Postprivatisierung vor einer Spaltung zu stehen schien. Während Koizumi sich auf die „Rebellen“ in der eigenen Partei konzentrierte und damit die Postprivatisierung in den Vordergrund rückte, gelang es der DPJ nicht, eine Alternative zu Koizumis wirtschaftspolitischen Reformkurs aufzeigen: Die Demokraten, die seit ihrer Gründung bis dahin bei jeder Wahl Sitze hinzugewonnen hatten, verloren rund ein Drittel ihrer Mandate. Am Tag nach der Wahl, dem 12. September 2005, trat Okada vom Parteivorsitz zurück. Seine Nachfolge trat Seiji Maehara an.
Danach übernahm Okada verschiedene Führungspositionen in Parlamentsausschüssen und in der Partei, unter anderem leitete er die DPJ-Abteilung für die Bekämpfung des Klimawandels und die demokratische Parlamentariervereinigung für nukleare Abrüstung. Im September 2006 kehrte er als einer der sieben stellvertretenden Parteivorsitzenden (fuku-daihyō) in den Parteivorstand zurück.

### Minister

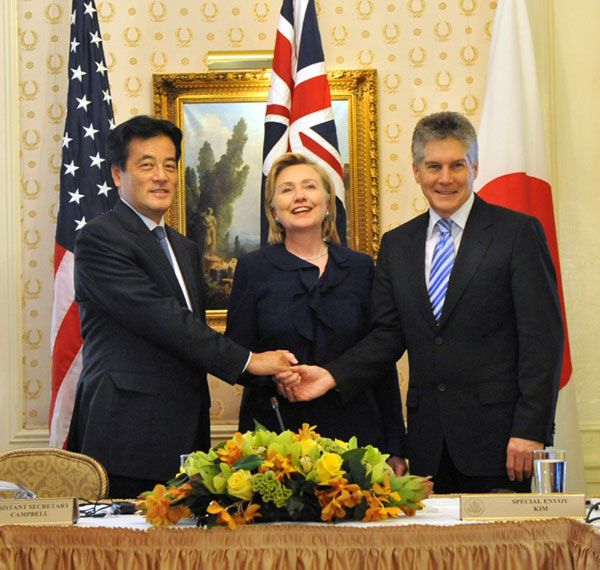
Okada als Außenminister mit Hillary Clinton und Stephen Smith (2009)

Im Mai 2009 kandidierte Okada gegen Yukio Hatoyama für den Parteivorsitz und unterlag mit 95 zu 124 Stimmen der DPJ-Abgeordneten beider Kammern. Hatoyama ernannte ihn nach der Wahl zu seinem Nachfolger als Generalsekretär. Nach dem Wahlsieg der Demokraten bei der Shūgiin-Wahl 2009 berief ihn Hatoyama als Außenminister in sein Kabinett. Unter dessen Nachfolger Naoto Kan wurde er in das neue Kabinett übernommen. Im zweiten innerparteilichen Machtkampf zwischen Naoto Kan und Ichirō Ozawa im September 2010 berief Kan Okada zum Generalsekretär der Demokratischen Partei, Nachfolger als Außenminister wurde Seiji Maehara. Kans Nachfolger Yoshihiko Noda ersetzte ihn 2011 durch Azuma Koshiishi, berief ihn aber im Januar 2012 als Vizepremier (formal: „erster designierter Minister nach Artikel 9 des Kabinettsgesetzes“, naikaku-hō dai-kyū-jō no daiichi jun’i shitei daijin) und Staatsminister für „Erneuerung der Verwaltung“ (gyōsei sasshin), „neues Gemeinwesen“ (atarashii kōkyō), Maßnahmen gegen den Geburtenrückgang (shōshika taisaku) und Förderung der Geschlechtergleichstellung (danjo kyōdō sankaku) in sein umgebildetes Kabinett und übertrug ihm außerdem die Zuständigkeiten für Verwaltungsreform (gyōsei kaikaku), die integrierte Sozialversicherungs- und Steuerreform (shakaihoshō, zei ittai kaikaku) und „Reform des öffentlichen Dienstes“ (kōmuin seido kaikaku).

### Erneut in der Opposition
Nach dem Rücktritt von Banri Kaieda nach der Shūgiin-Wahl 2014 übernahm Okada geschäftsführend den Parteivorsitz, bei der Wahl von Kaiedas Nachfolger am 18. Januar 2015 setzte sich Okada knapp gegen Gōshi Hosono, der im ersten Wahlgang führte, und Akira Nagatsuma durch. Im März 2016 schloss er seine Partei mit der Ishin no Tō zur Demokratischen Fortschrittspartei (DFP) zusammen. Bei der Sangiin-Wahl 2016 unterlag sie jedoch der LDP, sodass Okada ankündigte, nicht mehr bei der turnusmäßigen Wahl des Parteivorsitzenden im September des Jahres zu kandidieren.
Nach der Shūgiin-Wahl 2017 bildete er zusammen mit weiteren DFP-Abgeordneten die Fraktion Mushozoku no Kai („Versammlung der Unabhängigen“), da die meisten ehemaligen Mitglieder kurz vor der Wahl zur Partei der Hoffnung und Konstitutionell-Demokratischen Partei (KDP) gewechselt hatten, und fungierte als Fraktionsvorsitzender. Als sich im April 2018 abzeichnete, dass die DFP mit der Partei der Hoffnung zur Demokratischen Volkspartei (DVP) zusammenschließen wird, verließ Okada die DFP. Mit diesem Schritt habe er zur Konsolidierung der Opposition beitragen wollen. Im Januar 2019 schloss er sich schließlich mit neun weiteren Fraktionsmitgliedern der KDP-Fraktion an, da eine Annäherung der beiden größten Oppositionsparteien KDP und DFP immer unwahrscheinlicher wurde. Im September 2020, als eine Vereinigung der Ex-Demokraten in der KDP zumindest zum Teil gelang, wurde er auch Mitglied der „neuen“, vergrößerten Partei.
In Mie übernahm Okada im September 2019 als Nachfolger von Masaharu Nakagawa den Vorsitz der Präfekturpartei Mie minshu rengō (三重民主連合, „Demokratischer Bund Mie“), die auch nach der Vergrößerung der KDP und der Gründung eines neuen KDP-Präfekturverbandes zwecks Zusammenarbeit mit der DVP und anderen weiter arbeiten will.

## Familie
Okada kommt aus einer traditionsreichen Unternehmerfamilie. Sein Vater Takuya machte aus einem Familienunternehmen den Einzelhandelskonzern Æon, der heute von Okadas älterem Bruder Motoya geleitet wird.
Okadas Schwager Seiichirō Murakami ist Abgeordneter des Shūgiin aus Ehime (LDP, Kōmura-Faktion) und ehemaliger Minister.

## Wahlkreis
Okada konnte seinen Wahlkreis für das Shūgiin, den 3. Wahlkreis der Präfektur Mie, der auch Teile seiner Heimatstadt Yokkaichi umfasst, seit seiner Errichtung 1996 neunmal klar für sich entscheiden, zuletzt 2024 mit 137.953 zu 56.630 Stimmen gegen den Liberaldemokraten Masataka Ishihara sowie erstmals einen Kandidaten der Nippon Ishin no Kai.